# Mátramindszent
Mátramindszent là một thị trấn thuộc hạt Nógrád, Hungary. Thị trấn này có diện tích 16,73 km², dân số năm 2010 là 828 người, mật độ 49 người/km².